# Rasagiline
Rasagiline is een geneesmiddel dat gebruikt wordt bij de behandeling van de ziekte van Parkinson. Het is een selectieve, irreversibele inhibitor van de B-vorm van het enzym monoamino-oxidase (MAO). Het kan op zichzelf gebruikt worden (als monotherapie) of als aanvullende therapie met levodopa.
Rasagiline werd ontwikkeld aan de Technion-universiteit van Haifa (Israël) door een team onder de professoren Moussa Youdim en John Finberg, in samenwerking met het Israëlisch farmaceutisch bedrijf Teva Pharmaceutical Industries. Teva Pharmaceuticals verkoopt het onder de merknaam Azilect. Dit zijn tabletten met 1 mg rasagiline in de vorm van het mesylaatzout. De dosering is 1 tablet per dag.
Azilect is sedert 21 februari 2005 vergund in de Europese Unie.